# Вогошћанска лака пјешадијска бригада
Вогошћанска лака пјешадијска бригада је била пјешадијска јединица Војске Републике Српске у саставу Сарајевско-романијског корпуса. 

## Историјат
Скоро идентично, као и све друге јединице ТО СР БиХ које су комплетне формиране као територијалне јединице исти процес формирања прошла је и Вогошћанска лака пјешадијска бригада. Дакле, прошла је комплетан процес од формирања сеоских стража, па јединица на нивоу улица - насеља до одреда, батаљона и на крају бригаде. Мобилисано људство од којег су формиране јединице Вогошћанске лпбр уочи почетка избијања сукоба у Сарајеву и околини било је из српских насеља: Центар Вогошћа, Угљешићи, Кривоглавци, Семизовац, Јошаница и Благовац. Од тог људства формирани су Вогошћански, Семизовачки и Благовачки пјешадијски батаљон. Добар ослонац нађен је у фабрици намјенске индустрије "ПРЕТИС" и војном складишту у Семизовцу. Опрему и наоружање бригада је прикупила на исти начин као и друге територијалне јединице, а велику корист бригада је имала од наоружања које је било предвиђено за одбрану фабрике "ПРЕТИС" и наоружања из складишта у Семизовцу. Након успјешног формирања и самосталног одређивања зоне одговорности, бригада је бранила управо српска насеља из којих је потицало мобилисано људство. Потпуно је примијењен територијални принцип организовања. Десним крилом, у рејону Жучи, бригада је граничила са Рајловачком лпбр, на лијевом крилу у рејону Ораховог бријега са Кошевском лаком пјешадијском бригадом, а на вањском прстену изван Сарајева са Илијашком бригадом. Са овако формираном зоном одговорности ова бригада је у већем свом дијелу била у неповољном положају у односу на непријатеља. Тај неповољан положај нарочито је био изражен у чињеници да је кроз центар зоне одговорности бригаде пролазила главна комуникација која повезује Сарајево и Централну Босну. Такође, на споју са Рајловачком лпбр преко жучког платоа према Рељеву и Високом, од самог почетка борбених дејстава Команда ТО Републике БиХ усмјерила је своја дејства ради спајања са снагама из Централне Босне. 
Формално, Вогошћанска лака пјешадијска бригада је истом наредбом Команде СРК од 20. маја 1992. године, као и остале јединице СРК, озваничена као бригада у саставу СРК и потврђена јој зона одговорности. У саставу ОГ "Вогошћа ова бригада заузимала је централну позицију, не само што је заузимала централни дио територије, него што је својом артиљеријском групом подржавала Рајловачку и Вогошћанску лпбр које нису имале развијене своје артиљеријске групе. Поред овога Вогошћанска бригада је била већег бројног стања и на самом почетку развила је једну добру интервентну јединицу, која је увијек прискакала у помоћ овим двјема бригадама.
Командно мјесто Вогошћанске лаке пјешадијске бригаде било јеу објекту "Соња" у Вогошћи.
Команданти Вогошћанске бригаде били су:
- Капетан прве класе Миладин Трифуновић и
- Потпуковник Драган Јосиповић.[3]

Бригада је расформирана 25. фебруара 1994. године када је ушла у састав новоформиране 3. сарајевске бригаде.